# Andrés de Hoyos
Andrés de Hoyos Limón fue un pintor español del siglo XIX.

## Biografía
Natural de Sevilla, en la exposición iniciada por la Sociedad Económica de Jerez en 1858 presentó un Abel moribundo que mereció ser distinguido con una mención honorífica. En agosto de 1865, acudió a Madrid a presentar ante un Salamanca un dibujo a la pluma que, según Ossorio y Bernard, «fue elogiado por toda la prensa». Varias obras de Hoyos fueron a parar a la colección privada de los duques de Montpensier. También participó en la Exposición Universal de París de 1867 con un dibujo a pluma en el que se representaba a San Rafael y Tobías.